# 后实证主义
后实证主义（英語：postpositivism）或后经验主义（postempiricism）是一种元理论立场，它批判并改进了实证主义，影响了哲学、社会科学和各种科学探究模型的理论与实践。实证主义者强调研究人员和被研究的人（或对象）之间的独立性，而后实证主义者则认为研究人员的理论、假设、背景知识和价值观会影响观察到的内容。后实证主义者通过认识偏见的可能影响来追求客观性。实证主义者强调定量方法，而后实证主义者认为定量和定性方法都是有效的方法。

## 哲学

### 认识论
后实证主义者认为，人类知识不是基于客观个体的先验评估，而是基于人类的推测。由于人类知识不可避免地是推测性的，因此这些推测的断言是有根据的，或者更具体地说，藉由一组根据来证明是合理的，这些根据可以随着进一步的调研被修改或撤销。然而，后实证主义不是相對主義的一种形式，它通常仍然相信存在客观真理。

### 本体论
后实证主义者相信现实存在，但与实证主义者不同的是，他们认为人只能不完全地了解现实。后实证主义者在形成对现实的理解和定义时也借鉴了社会建构主义。

### 价值论
实证主义者认为研究是或可以是价值中立的，而后实证主义者则认为偏见虽然不受欢迎，却是不可避免的，因此研究人员必须努力发现并纠正它。后实证主义者努力了解其價值論（即价值观和信仰）如何影响他们的研究，包括通过他们选择的措施、总体、问题和定义，以及通过他们对他们工作的解释和分析。

## 历史
历史学家辨别出了两种类型的实证主义：一种是古典实证主义，即经验主义传统，首先由亨利·德·圣西门和奥古斯特·孔德在19世纪上半叶提出；另一种是逻辑实证主义，后者与维也纳学派（1920-1930年代在奥地利维也纳）关系密切。后实证主义是D.C. Phillips命名的，是指对两种形式的实证主义的一套批判和修正。
最早批评逻辑实证主义的思想家之一是卡尔·波普尔。他提出以证伪来代替证实主义的逻辑实证主义思想。证伪主义认为，不可能验证关于普遍性或不可观察性的信念是真实的，但如果以易于证伪的方式措辞，则有可能拒绝错误的信念。
1965年，卡尔·波普尔和托马斯·库恩进行了一场辩论，缘由是托马斯·库恩的理论没有包含这种证伪思想。这场辩论影响了当代的研究方法。
托马斯·库恩被誉为普及并至少部分开创了后经验主义科学哲学。库恩的范式转变思想对逻辑实证主义提出了更广泛的批评，认为不仅仅是单个理论，而且整个世界观都必须不定期地转变以回应证据。
后实证主义不是拒绝科学方法，而是对实证主义进行改革以应对这些批评。它重新引入了实证主义的基本假设：客观真理的可能性和可取性，以及实验方法的使用。哲学家南希·卡特莱特和伊恩·哈金的著作就是这些思想的代表。这种类型的后实证主义在社会科学研究方法的指南中有所描述。

## 后实证主义理论的结构
罗伯特·杜宾认为，一个后实证主义理论的基本组成部分可认为是由基本“单元”或想法和感兴趣的主题、单元之间的“相互作用规律”以及对理论“边界”的描述组成。后实证主义理论还包括将理论与可观察现象联系起来的“经验指标”，以及可以使用科学方法检验的假设。
托马斯·库恩认为，后实证主义理论可以根据它是否“精确”、“一致”、“广泛”、“简约”和“富有成效”来评估。

## 主要出版物
- Karl Popper (1934) Logik der Forschung，英文重写本为The Logic of Scientific Discovery (1959)，中文标题为《科学发现的逻辑》
- Thomas Kuhn (1962) The Structure of Scientific Revolutions，《科学革命的结构》
- Karl Popper (1963) Conjectures and Refutations，《猜想与反驳》
- Ian Hacking (1983) Representing and Intervening，《表征与干预》
- Andrew Pickering (1984) Constructing Quarks，《构建夸克》
- Peter Galison (1987) How Experiments End，《实验是如何终结的？》
- Nancy Cartwright (1989) Nature's Capacities and Their Measurement